# Hohendorff (Adelsgeschlecht)
Hohendorff, auch Hohendorf ist der Name eines ursprünglich magdeburgischen Adelsgeschlechts, das sich früh in nach Brandenburg und Ostpreußen, schließlich nach Dänemark ausbreitete.

## Geschichte
Das Geschlecht entlehnt seinen Namen dem gleichnamigen Stammhaus Hohendorf bei Neugattersleben, wo es mit Vulradus und seinem Sohne Otto 1147 zuerst urkundlich erwähnt wurde.
Seit 1339 traten Angehörige in der Mark Brandenburg, vornehmlich im Lande Lebus auf, sowie seit 1384 auch im späteren Ostpreußen, wo Hans und Jakob, vom Elbinger Ordenskomtur Ullrich Fricke belehnt wurden.
Die Familie besaß in der Mark unter anderem Falkenhagen (1472), Körnen, Stremmen (1441) und Worin. In Preußen gehörten Beyditten, Laukitten (bis 1627), Puschdorf, Rippen (1504–1654) zum Gutsbesitz.
Aus dem märkischen Falkenhagen begab sich Jürgen Hohendorff (1577–1640) über Pommern-Wolgast in dänische Dienste und erwarb dort die Güter Jerrestad (1627) mit Borreby (1629), sowie Sandbygaard (1633–1634). Sein Sohn Steen Hohendorff (1626–1687) konnte auch Førslevgaard (1661–1685), Nørager (1654–1674) und Rønneholm an sich bringen.

## Angehörige
- Friedrich Christian von Hohendorff (1680–1750), preußischer Landrat des Kreises Schwiebus[3]
- Friedrich Wilhelm von Hohendorff (* 1770), preußischer Kammersekretär[3]
- Georg Wilhelm von Hohendorff (1670–1719), brandenburgisch-kaiserlicher Offizier, Diplomat und Sammler[4]
- Johann Melchior von Hohendorff (1700–1788), preußischer Hofgerichtsrat[3]
- Lave Hohendorf (1662–1729), dänischer Generalleutnant[5]
- Steen Hohendorf (1625–1687), dänischer Rentmeister und Stiftsamtmann[6]
- Wolfgang Albrecht von Hohendorf (1709–1770), preußischer Oberst
- Karl Friedrich Theodor von Hohendorff (1801–1871), preußischer Oberstleutnant

## Wappen
Das durch ein Siegel aus dem Jahr 1433 belegt Stammwappen zeigt zwei unten mit einem Balken belegte gestürzte Spieße.
Der Wappenschild des märkischen Stammes zeigt in Rot zwei goldene Pfähle, überdeckt von einem blauen Balken, während der des ostpreußischen Stammes in Gold drei rote Pfähle, überdeckt von einem blauen Schrägbalken, alternativ auch in Gold drei blaue Pfähle, überdeckt von einem roten Schrägbalken zeigt. Auf dem gekrönten Helm mit rot-goldenen (oder auch mit links blau-goldenen, bzw. blau-roten) Helmdecken jeweils drei silberne Lilien an grün-beblätterten Stängeln.
Der Schild der dänischen Linie zeigt in Silber einen roten und einen goldenen Pfahl; als Helmzier einen naturfarbenen Pfauenfederstoß; die Helmdecken rechts rot-silbern-blau-golden, links blau-golden-rot-silbern. Daneben kamen historisch offenbar weitere Varianten vor.

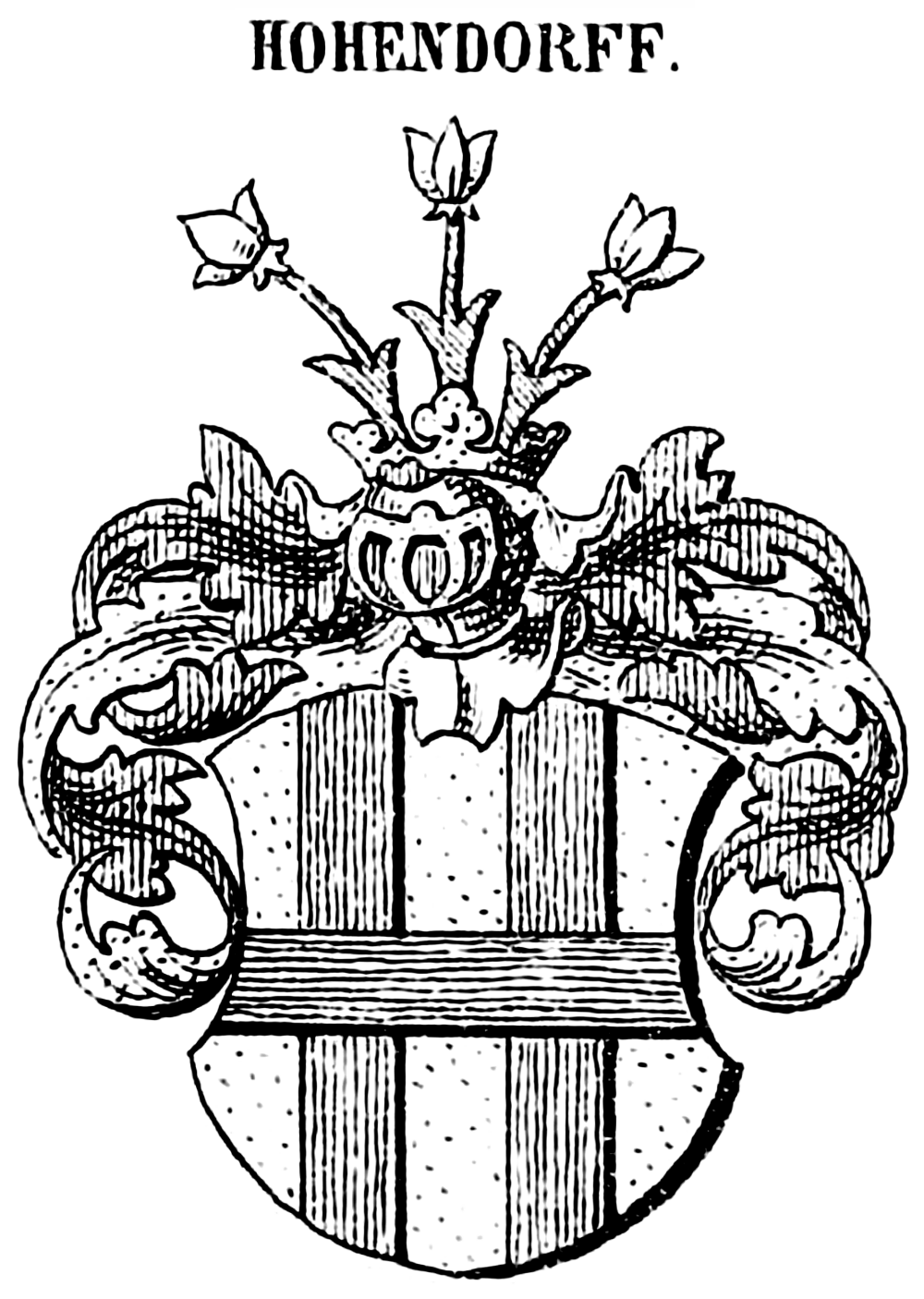
Wappen in Siebmachers Wappenbuch 1
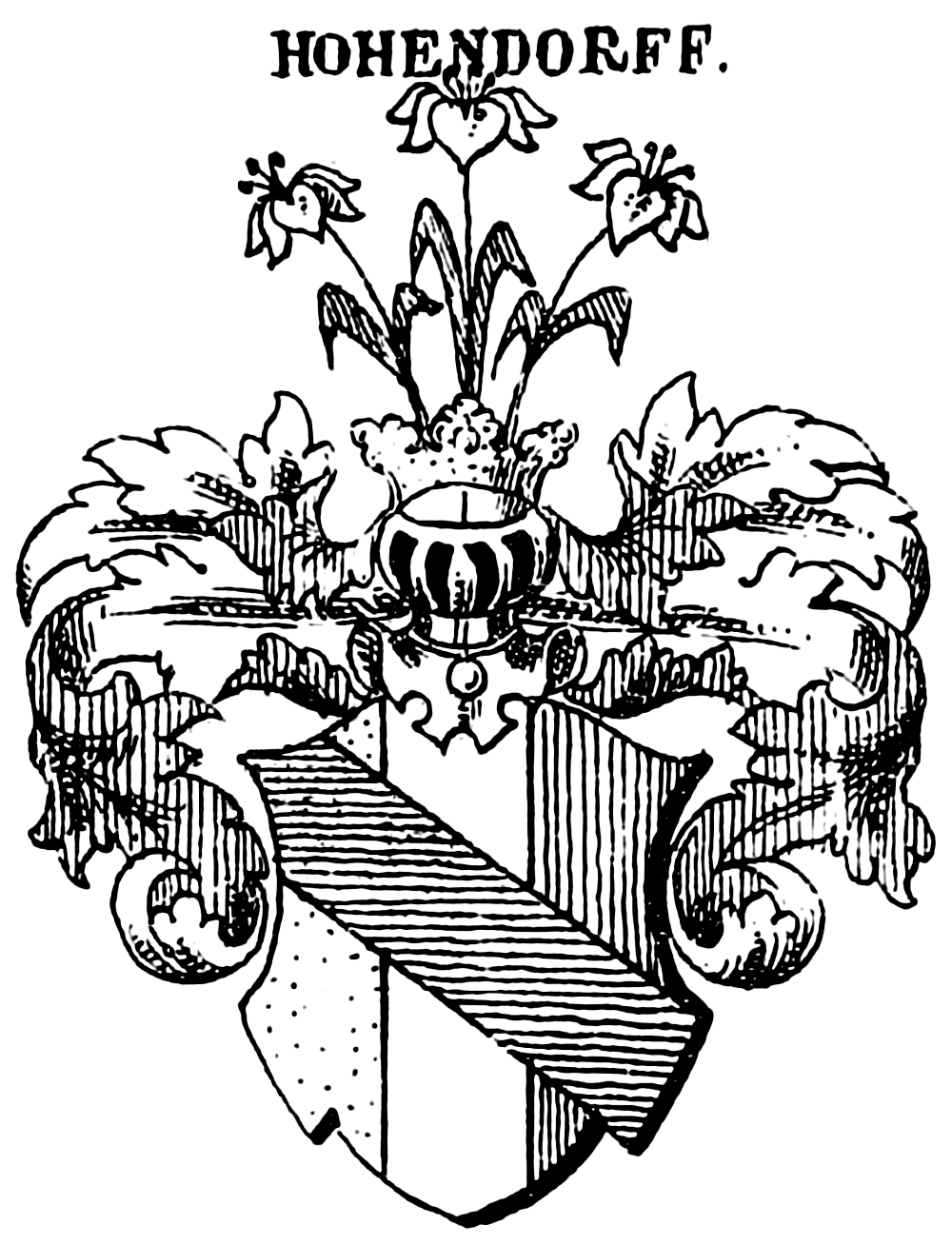
Wappen in Siebmachers Wappenbuch 2
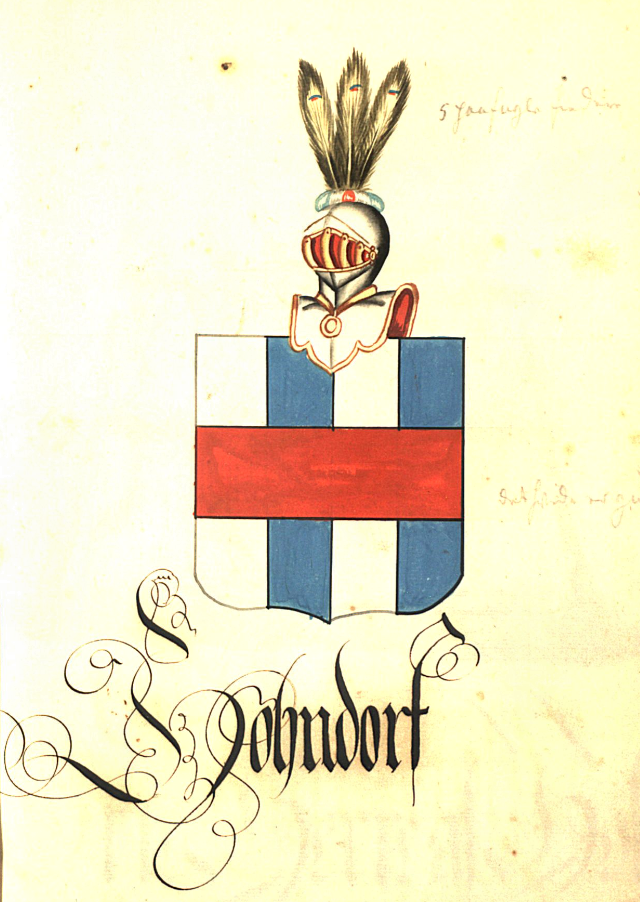
Abbildung in Wappensammlung Dänemark und Schleswig–Holstein
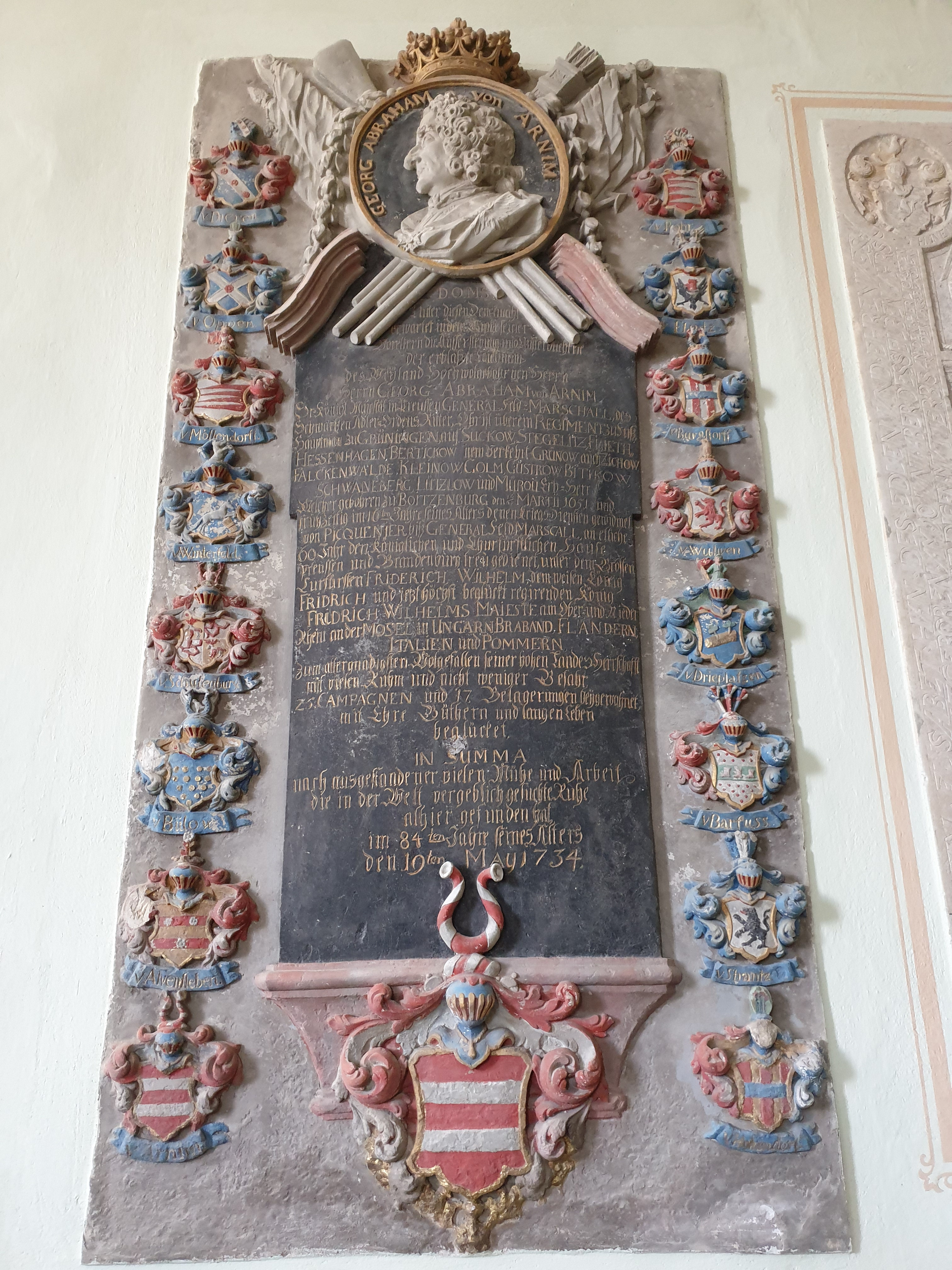
Ahnenwappen Hohendorff am Epitaph für Georg Abraham von Arnim: unten, rechte Ecke („Spindelseite“/ unten rechts)

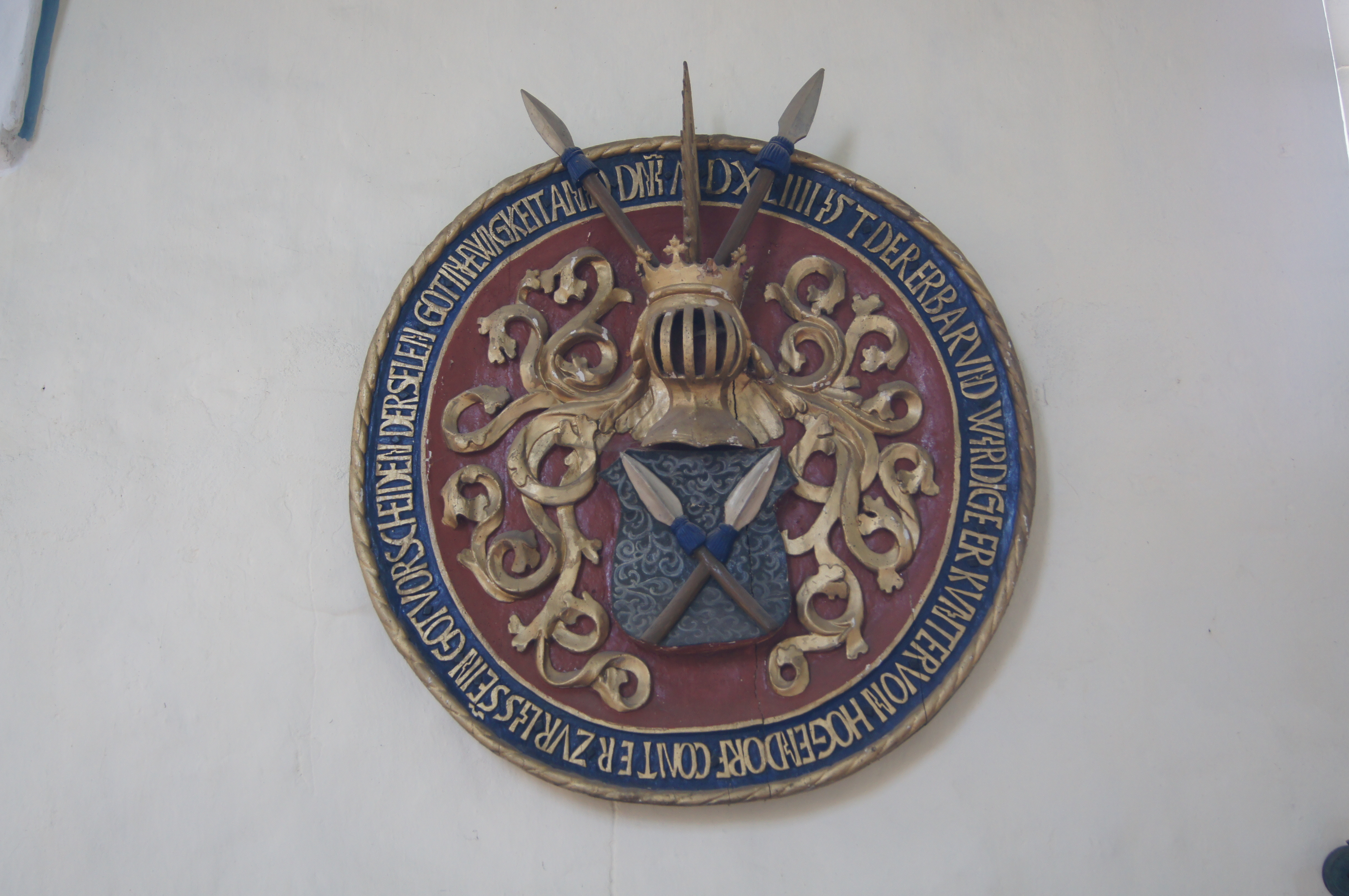
Wappenschild des Komturs Günther von Hohendorf in Lietzen

## Weitere Familie von Hohendorff (Hondorf, Hohndorff)
Nach Kneschke gab es eine weitere gleichnamige uradelige Familie von Hohendorff, deren Besitz ebenso größtenteils in der damaligen Provinz Brandenburg lagen. Diese Familie ist im 18. Jahrhundert erloschen. Ihr Wappen war in Silber zwei gekreuzte eisenfarbige Spieße mit gelben Stangen; ähnlich dem Wappen des Erzbistums Lebus. Namhaftester Vertreter war der Komtur des Johanniterordens in Lietzen, Günther von Hohendorf, 1543 verstorben. An ihn erinnert ein Wappenschild in der Kirche der Komturei Lietzen.

## Weitere Literatur
- Eberhard von Hohendorf: Ein Familienbuch der Geschlechter v. Hohendorff, v. Aulock und v. Perbandt. In: Altpreußische Geschlechterkunde. Band 5, 1931, S. 22 ff. Nicht enthalten.